# Brabourne Lees
Brabourne Lees – osada w Anglii, w hrabstwie Kent, w dystrykcie Ashford. Leży 36 km na południowy wschód od miasta Maidstone i 88 km na południowy wschód od centrum Londynu. W 2001 miejscowość liczyła 1517 mieszkańców.